# Сиэтл Саундерс (1974—1983)
«Сиэтл Саундерс» — бывшая американская профессиональная футбольная команда, базировавшаяся в Сиэтле, штат Вашингтон. Основанная в 1974 году, она принадлежала к Североамериканской футбольной лиге, где играла как в традиционный, так и в шоубол. Команда была расформирована после 1983 года в NASL.

## Стадион
Саундерс играли на Мемориальном стадионе в течение первых двух сезонов до переезда на «Кингдом». 25 апреля 1976 года 58218 зрителей смотрели матч «Сиэтл Саундерс» и «Нью-Йорк Космос» — первое спортивное мероприятие, проведённое на «Кингдоме».
С 1979 по 1982 год они соревновались в трёх сезонах NASL по шоуболу, играя свои домашние матчи на стадионе «Ки-арена».

## Болельщики
«Сиэтл Саундерс» имели свой фан-клуб в 1970-х и начале 1980-х годов.